# Pasarela de la Amistad
La Pasarela de la Amistad, también llamada Pasarela de la Fraternidad, es un paso peatonal fronterizo, ubicado sobre el brazo sur del Río Pilcomayo y que conecta a las localidades de Clorinda, en la República Argentina, y Nanawa, en la República del Paraguay. Es un complejo peatonal combinado, conformado por dos pasarelas construidas una al lado de la otra, siendo la más antigua hecha con tablones y tirantes de madera, mientras que la más nueva está construida de hormigón armado.

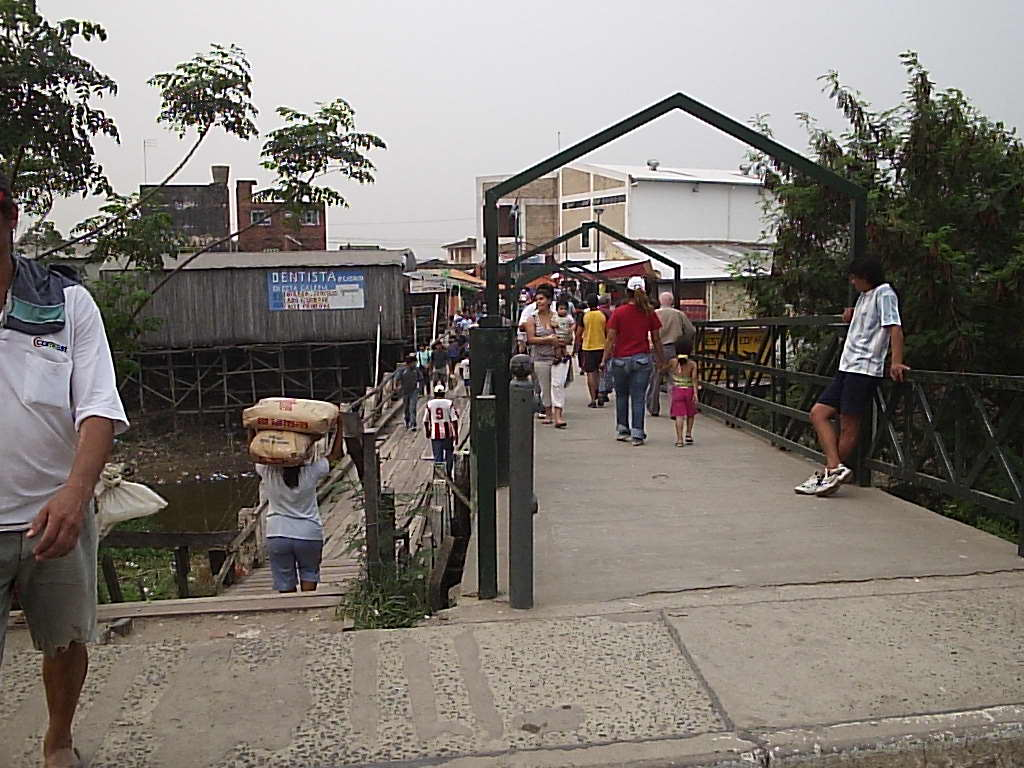
Entrada a la Pasarela de la Amistad, en la localidad argentina de Clorinda, Formosa.

La obra se encuentra a más de 10 km aguas abajo del Puente Internacional San Ignacio de Loyola. Fue creada durante la década de 1960, por iniciativa de la Cámara de Comercio de Clorinda, con el fin de conectar en forma más directa a esta localidad y Nanawa, ya que ambas localidades apenas tenían contacto a través de la carretera Transchaco en Paraguay y el Puente Internacional. Al mismo tiempo, su presencia permitiría de forma más rápida y efectiva, el traspaso de mercadería desde Argentina a Paraguay y viceversa, a la vez de servir también como punto de tránsito para personas que desde Paraguay, llevan a sus hijos a educarse en escuelas de Argentina. Sin embargo, a diferencia del anterior que fue desarrollado para tránsito vehicular, esta pasarela estaría destinada al tránsito peatonal. 
Su primera construcción se basó en una estructura de acero, con una superficie de tránsito hecha de tablones abulonados. Con el paso del tiempo, comenzarían a evidenciarse sus primeras fallas estructurales, por lo que para el año 2003 comenzaría la construcción de un nuevo paso peatonal, fabricado en hormigón armado. A pesar de que esta nueva pasarela fuera finalmente inaugurada en el año 2004, desde el lado argentino fue prohibida su utilización, alegando falta de garantías de seguridad para su uso. Finalmente, el tránsito sobre este puente terminaría por habilitarse, más allá de continuarse con el tránsito sobre la vieja estructura de tablones.
Inicialmente, esta obra tendría una inversión inicial de 113 millones de guaraníes, la cual terminaría ascendiendo a 200 millones, ya que se le sumaría una inversión en tareas de mantenimiento de la primitiva pasarela. Esta obra tiene una longitud total de 72 metros, por 2,50 m de ancho.
La construcción de esta pasarela facilita el traspaso migratorio pedestre entre Clorinda y Nanawa, a la vez también de recibir duras críticas y cuestionamientos, por ser considerada una puerta abierta para el contrabando entre un país y otro. En la actualidad, el flujo migratorio transita sobre ambas estructuras.